# Szwejkówko
Szwejkówko (niem. Klein Schweykowen lub Bulawskie) – osada w Polsce, położona w województwie warmińsko-mazurskim, w powiecie piskim, w gminie Orzysz.
Miejscowość ma charakter rolniczy. Na jej obszarze znajduje się m.in. duże gospodarstwo rolne, specjalizujące się w hodowli bydła.
W latach 1975–1998 miejscowość należała administracyjnie do województwa suwalskiego.

## Nazwa
Klein Schweykowen, Bulawskie od właścicieli - Pułaskich.

## Historia
Początek dobrom w Szwejkówku dał 1 łan nadany na prawie magdeburskim w roku 1493 ówczesnemu mieszkańcowi Grzegorzy Mikołajowi Jegerowi przez komtura ryńskiego Rudolfa von Tippelskirchena. W zamian za dan Mikołaj Jeger musiał cztery dni w roku brać udział konno w polowaniach oraz przewozić żywność.
W 1555 roku potomek Mikołaja Jegera, ówczesny pastor z Okartowa Fryderyk Jeger (Fridrich Jäger) kupił od Jerzego von Diebesa (Georg von Diebes) bliżej nie określony fragment puszczy i bagna na prawie magdeburskim. Potwierdził to Książę Albrecht. W 1566 roku przy dobrach pastora z Okartowa 3 łany i 27 morgów otrzymał Wojtek Mross, zwany Myślętą (Wojtek Mróz Myślęta). Potem w Szwejkówku były dobra szlacheckie we władaniu Pułaskich (Bulawskich). W 1640 roku Jan Pułaski posiadał 7 łanów, a miał dostać 15, ale pozostałe łany nie nadawały się do użytku z powodu bagien. Dobra w Szwejkówku należały do rodziny Pułaskich do około 1680 roku. Potem zostały przejęte przez księcia Albrechta, a następnie przez Adama von Knebela. Wiadomo, że w 1693 roku majątek był już w posiadaniu Jerzego Fryderyka von Eulenburga. Po jego śmierci w 1699 roku przeszły w ręce jego syna (pogrobowiec) ale z przyczyn oczywistych zarządzał nimi ktoś inny. Najpierw Jan von Reibnitz, a potem wdowa po nim Maria Ester von Reibnitz. W 1716 roku dobra zostały scedowane na von Reibnitzów. W 1719 roku w posiadaniu Marii Ester von Reibnitz było już 16 łanów, ale w 1732 tylko 7 łanów. W XVIII wieku dobra w Szwejkówku należały również do rodziny von Knebel.
Ryńscy von Knebelowie, właściciele dóbr w Szwejkówku, wywodzili się z jańsborskiej (piskiej) gałęzi rodu. Miejscowość otrzymała przywilej wolnego rybołówstwa. Dawniej administracyjnie podlegało rewirowi w Grzegorzach.